# Ctenophorus cristatus
Ctenophorus cristatus — вид ігуаноподібних ящірок родини агамових (Agamidae). Ендемік Австралії.

## Поширення і екологія
Ctenophorus cristatus поширені в пустельних районах на півдні Західної і Південної Австралії, однак відсутні на рівнині Налларбор. Вони живуть в сухих евкаліптових лісах і напівпустельних чагарникових заростях.